# Kamyar Abdi

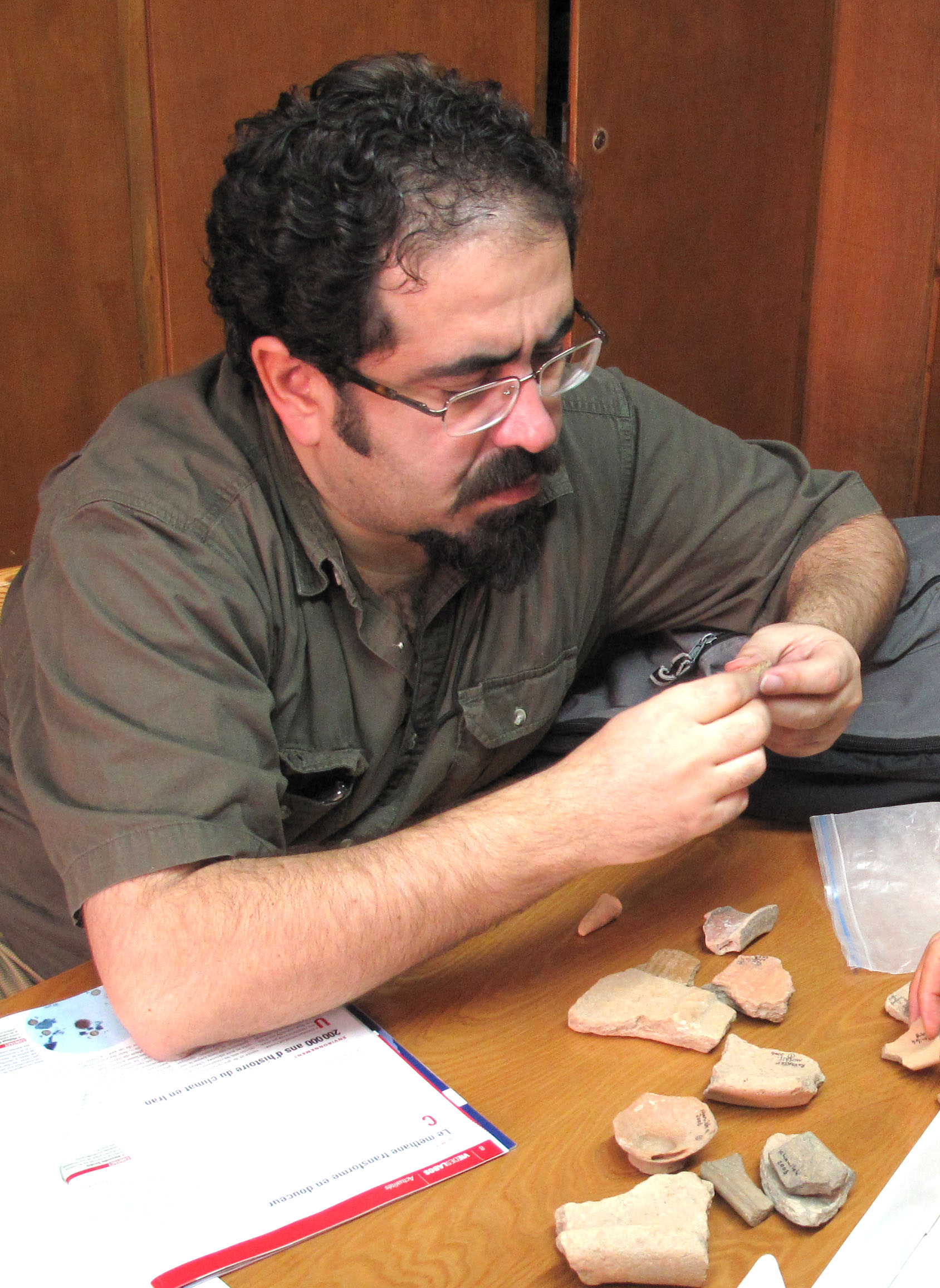
Kamyar Abdi (2010)

Kamyar Abdi (anhörenⓘ persisch كاميار عبدی) (geboren 1969 in Tabriz) ist ein iranischer Archäologe.

## Leben
Er erhielt seinen MA in nahöstlichen Sprachen und Kulturen 1997 an der University of Chicago und promovierte 2002 an der University of Michigan in Anthropologie. Er hatte ab 2002 eine Assistenzprofessur an der Abteilung für Anthropologie des Dartmouth College. Seine Forschungsinteressen umfassen Sesshaftwerdung, Nahrungsmittelproduktion (Landwirtschaft und Weidewirtschaft), Städtebau, Staatenbildung und Schreiben im antiken Nahen Osten, insbesondere Iran.
Abdi ist  Herausgeber der Zeitschrift Iranische Archäologie und Geschichte. Er lehrt am Institut für Archäologische Wissenschaften an der Schahid-Beheschti-Universität in Teheran.

## Publikationen
- Kamyar Abdi: Nationalism, Politics, and the Development of Archaeology in Iran. In: American Journal of Archaeology 105 (2001) S. 51–76 online
- Kamyar Abdi:  The Early Development of Pastoralism in the Central Zagros Mountains. In: Journal of World Prehistory, Vol. 17 (2003), No. 4: S. 395–448
- Kamyar Abdi, Susan Pollock, Reinhard Bembeck: Fars Archaeology Project 2003: Excavations at Toll-e-Bashi. (online, PDF 3,2 MB)
- Kamyar Abdi: From Pan-Arabism to Saddam Hussein’s cult of personality: Ancient Mesopotamia and Iraqi national ideology. In: Journal of Social Archaeology 8 (2008) S. 3–36